# فام‌داری

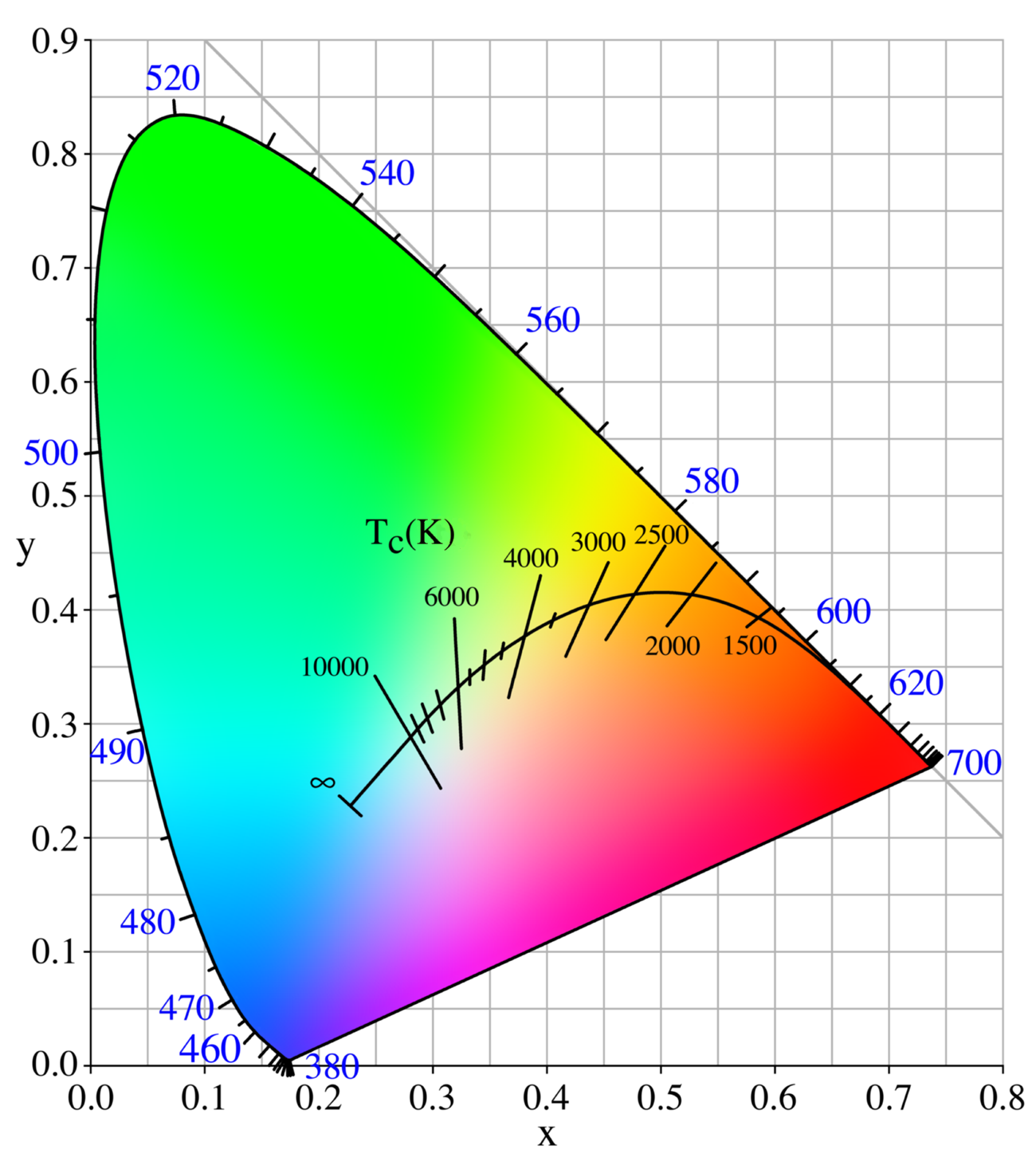
فام‌داری x,y سی‌آی‌ای ۱۹۳۱. این نمودار همچنین فام‌داری یک روشنگر سیاه را در دماهای گوناگون و خطوط ثابت دمای رنگ را نشان می‌دهد.

در دانش رنگ‌شناسی، به کیفیت یک رنگ که نه بر اساس درخشندگی بلکه برپایهٔ فام (پردهٔ رنگ) و اشباع تعریف شود، فام‌داری گفته می‌شود.
در رنگ‌شناسی، نقطهٔ سفید یک روشنگر یا یک صفحهٔ نمایش را معیار اولیه در نظر می‌گیرند. به این معیار اولیه یک فام‌داری مشخصی نسبت می‌دهند. برای نمونه، نقطهٔ سفیدِ یک نمایشگر با استاندارد اس‌آرجی‌بی (sRGB یا استاندارد سرخ‌سبزآبی) یک فام‌داری x،y به مقدار ۰٫۳۱۲۷ ٬ ۰٫۳۲۹۰ دارد.
سپس تمامیِ فام‌داری‌ها را می‌توان به‌نسبتِ این فام‌داری و با استفاده از مختصات قطبی تعیین کرد.
در مطالعه مفهوم رنگ، یکی از نخستین فضاهای رنگی که با استفاده از ریاضیات تعریف شد فضای رنگی سی‌آی‌ای ۱۹۳۱ ایکس‌وای‌زد (CIE ۱۹۳۱ XYZ) بود. این فضای رنگی در سال ۱۹۳۱ توسط کمیسیون بین‌المللی پرتوافشانی (‎CIE)‏ ایجاد شد.
طول موج رنگ‌های پایه در یک تلویزیون رنگی از این قرارند:
قرمز: ۶۱۰ nm
سبز: ۵۳۵ nm
آبی: ۴۷۰ nm